# Tidö-Lindö
Tidö-Lindö est une localité de la commune de Västerås dans le comté de Västmanland en Suède.
Sa population était de 721 habitants en 2019.